# Саска-Монтане
Саска-Монтане (рум. Sasca Montană) — село у повіті Караш-Северін в Румунії. Входить до складу комуни Саска-Монтане.
Село розташоване на відстані 350 км на захід від Бухареста, 48 км на південь від Решиці, 104 км на південь від Тімішоари.

## Населення
За даними перепису населення 2002 року у селі проживали 587 осіб.
Національний склад населення села:
| Національність | Кількість осіб | Відсоток |
| -------------- | -------------- | -------- |
| румуни         | 559            | 95,2%    |
| угорці         | 8              | 1,4%     |
| німці          | 8              | 1,4%     |
| цигани         | 7              | 1,2%     |

Рідною мовою назвали:
| Мова      | Кількість осіб | Відсоток |
| --------- | -------------- | -------- |
| румунська | 569            | 96,9%    |
| німецька  | 7              | 1,2%     |
| циганська | 5              | 0,9%     |